# Motricidad
El término motricidad se emplea para referirse a los movimientos complejos y coordinados que realiza una persona y que implican al sistema locomotor, siendo coordinados por la corteza cerebral y estructuras secundarias que lo modulan. En algunas publicaciones recibe el nombre de "motilidad", de ahí que a veces se utilicen indistintamente términos como "motricidad gruesa" o "motilidad gruesa" y "motricidad fina" o "motilidad fina".
El término "motricidad" tiene otras implicaciones que van más allá con la vinculación con la acción o el movimiento, al relacionarlo con otras dimensiones de la persona. Actualmente, se ha avanzado mucho en los aspectos epistemológicos del estudio de la motricidad, tomando distancia con respecto a la "educación física clásica".
La motricidad involucra todos los procesos y las funciones del organismo y el control mental o psíquico que cada movimiento trae consigo. Por lo tanto, la motricidad estaría representando algo que no se ve, la parte interna del movimiento, todo lo que tiene que ver con los procesos internos de energía, contracciones y relajaciones musculares, etc.
Esta frase de Vítor Da Fonseca resume claramente lo que es la motricidad:

“…Cuanto más compleja es la motricidad, más complejo es el mecanismo que la planifica, regula, elabora y ejecuta. La motricidad conduce a esquemas de acción sensoriales que a su vez son transformados en patrones de comportamiento cada vez más versátiles y disponibles. La motricidad retrata, en términos de acción, los productos y los procesos funcionales creadores de nuevas acciones sobre acciones anteriores. Por la motricidad utilizadora, exploratoria, inventiva y constructiva, el Hombre y el niño, humanizando, esto es, socializando el movimiento, adquirirán el conocimiento.”
(Vítor Da Fonseca, 1989)

## Tipos de motricidad

### Gruesa
La motricidad gruesa es la habilidad que la persona va adquiriendo desde pequeño para mover armoniosamente los músculos de su cuerpo y mantener el equilibrio, además de adquirir agilidad, fuerza y velocidad en sus movimientos. Este desarrollo va en dirección céfalo-caudal es decir primero cuello, continua con el tronco, sigue con la cadera y termina con las piernas.
Ejemplos de motricidad gruesa
1. Saltar, andar y correr.
2. Gatear, arrastrarse.
3. Escalar, estar de pie.
4. Hacer muecas, señas y reírse.
5. Balancearse, montar en bicicleta.
6. Nadar, jugar al fútbol, etc.[4]

### Fina
La motricidad fina hace referencia a movimientos voluntarios mucho más precisos, que implican pequeños grupos de músculos. Se refieren a las actividades que requieren la coordinación ojo-mano y la coordinación de los músculos cortos para realizar actividades cotidianas.
El control de la motricidad fina es la coordinación de músculos, huesos y nervios para producir movimientos pequeños y precisos.
Para los niños pequeños de preescolar, jardín de infancia y edad escolar temprana, el desarrollo de la motricidad fina es extremadamente importante.
Ejemplos de motricidad fina.
1. Recoger un pequeño elemento con el dedo índice y el pulgar.
2. La escritura.
3. Recortar figuras.

### Dinámica o anisométrica
Es aquella en la que la magnitud de la tensión del músculo no es igual a la longitud del mismo, variará según cual sea la tensión generada, que así mismo, varía en función de los ejercicios a realizar.

## Etapas de la motricidad

### Etapa ganglionar y cerebral
La situación anatómica de esta etapa se encuentra entre la corteza y la médula espinal. Después de abandonar la corteza, la vía piramidal pasa junto a los ganglios basales, situados en la sustancia blanca cerebral. Los ganglios basales se encargan de modificar, perfeccionar, aumentar la precisión y la figura de esta orden de movimiento. Posteriormente, de los ganglios, la orden pasa al cerebelo, el cual regula el equilibrio y el movimiento tomando como referencia la distancia, fuerza, dirección, tiempo, espacio y demás y con esto logramos un mayor desarrollo
La Motricidad representa un fundamento y una condición importante, no sólo para el desarrollo físico, sino también para el desarrollo intelectual y socio afectivo.

### Etapa espinal
Fundamentalmente se basa en la transmisión del impulso a través de memoria selectiva y auditiva la médula espinal, descendiendo hasta el segmento correspondiente del músculo o músculos a estimular, tomando la raíz nerviosa de dicho nivel como vía de continuación a la orden de movimiento previamente perfeccionada.

### Etapa nerviosa
El impulso viaja desde la salida de la raíz nerviosa de la médula espinal hasta la fibra o fibras musculares, terminando esta etapa en la unión nervio-músculo, es decir, en la placa motora.

### Etapa muscular
Aquí se realiza el paso del impulso nervioso al músculo. Nos vamos a encontrar con que el impulso eléctrico se transforma en una señal química, la cual provoca la contracción muscular solicitada por el córtex cerebral, produciendo un movimiento que se vale de una palanca ósea.

### Etapa articular
En esta etapa existe movimiento articular, siendo considerado por fin como el actor motor propiamente dicho. Es un conjunto de funciones nerviosas y musculares.